# K'Nex
K'Nex er en type konstruktionslegetøj, der blev grundlagt af Joel Glickman. Det blev lanceret første gang i USA i 1992. Det bliver designet og produceret af K'Nex Industries Inc. i Hatfield, Pennsylvania. K'Nex blev købt af firmaet Basic Fun! fra Florida i 2018, for omkring $21 mio.
Legetøjet består af plastikstave, gear, blokke, hjul og samle-enheder, der kan samles på en lang række måder til at fremstille modeller, maskiner og arkitektoniske strukturer. K'Nex er designet til børn i alderen 5-12 år, men en større version kaldet Kid K'Nex er målrettet børn på 5 år og derunder.